# Kevin Ham
Kevin Ham  ist einer der weltweit bedeutendsten Domainspekulanten und Domainbesitzer, mit einem auf 300 Mio. US-Dollar geschätzten Vermögen.
Der Sohn koreanischer Einwohner studierte Medizin, ehe er sich Programmierung beibrachte und in den Jahren 1998 bis 2000 seine ersten beiden Internetportale betrieb. 2000 legt er seinen Beruf als Arzt nieder und begann auslaufende Domainnamen zu kaufen und diese per Domain Parking zu monetarisieren.
Zunächst setzte er eigenes geschriebene Software ein, die es ihm ermöglichen sollte, einen frei werdenden Domainnamen schneller als andere Internetnutzer zu registrieren. Obwohl Ham weder über die leistungsfähigste Software, noch über die beste Hardware verfügte, schaffte er es bereits nach wenigen Monaten, konkurrierende Domaingrabber auszustechen, indem er sich exklusive Partnerschaften mit Domainregistraren sicherte.
Im Mai 2007 schaffte es Ham auf die Titelseite des Business 2.0 Magazins: Er hat mit der Regierung Kameruns einen Vertrag abgeschlossen, auf dessen Basis jeder Nutzer, der auf eine nicht registrierte Kamerun-Adresse surft, auf die Webseiten seines Portals Agoga.com umgeleitet wird. Der Clou: Die Top-Level-Domain Kameruns lautet .cm und stellt damit einen häufigen Vertipper bei Nutzern da, die eigentlich auf .com-Seiten navigieren wollen. Nach Angaben von Business 2.0 landen so rund 8 Mio. Besucher pro Monat auf dem Portal und führen über Pay-per-Click-Werbung zu enormen Umsätzen für Ham.